# ليه سكوت
ليه سكوت (بالإنجليزية: Les Scott)‏ هو سياسي أسترالي، ولد في 18 أكتوبر 1947 في أستراليا. حزبياً، نشط في حزب العمال الأسترالي. وقد انتخب عضو مجلس النواب الأسترالي عن دائرة أوكسلي ‏ (8 أكتوبر 1988 – 2 مارس 1996).